# Chicago Cubs
Chicago Cubs je poklicna bejzbolska ekipa iz Chicaga. Igra v Osrednji diviziji Narodne lige v Glavni bejzbolski ligi. Moštvo je eno od dveh še delujočih ustanovnih članic Narodne lige (drugo je moštvo Atlanta Braves) in eno izmed dveh v ligi MLB, ki delujeta v Chicagu (Moštvo Chicago White Sox igra v Ameriški ligi). Klub je v lasti družinskega sklada ustanovitelja družbe TD Ameritrade Joea Rickettsa.
Ekipa na Svetovni seriji ni zmagala že 116 let, kar je najdaljše obdobje brez osvojenega naslova med ekipami v največjih angloameriških poklicnih športnih ligah 
in so si zaradi tega pridobili vzdevek »The Lovable Losers« (sl. Prikupni poraženci). Ker njihov domači stadion Wrigley Field leži na severu Chicaga, so v nekaterih krogih znani kot »The North Siders« (sl. Severnjaki). 
Klub je sprva kot moštvo ljubiteljev pod imenom Chicago White Stockings svojo prvo tekmo odigral leta 1870, šest let kasneje pa je postal poklicna ekipa. Moštvo je tako skupaj z ekipo Atlanta Braves (ki je bila ustanovljena leta 1871) eno izmed dveh najstarejših med največjimi ameriškimi poklicnimi športnimi ligami. Ker moštvo dve leti ni igralo zaradi Velikega chicaškega požara, je klub iz Atlante odigral več sezon, a moštvo iz Chicaga še vedno drži ugled najstarejšega kluba, ki je še vedno v mestu, v katerem je bilo ustanovljeno.  